# Matriu diagonalitzable
En àlgebra lineal, una matriu quadrada A s'anomena diagonalitzable si és semblant a una matriu diagonal, és a dir, si existeix una matriu invertible P tal que P−1AP és una matriu diagonal. Si V és un espai vectorial de dimensió finita, aleshores una aplicació lineal T : V → V s'anomena diagonalitzable si existeix una base de V respecte a la qual T es pot representar per una matriu diagonal. La diagonalització és el procés de trobar una matriu diagonal per una matriu diagonalitzable o per una aplicació lineal. Una matriu quadrada que hom no pot diagonalitzar s'anomena defectiva.
Les matrius diagonalitzables i les aplicacions lineals diagonalitzables són de particular interès perquè les matrius diagonals són especialment senzilles de manipular: hom coneix immediatament els seus valors propis i vectors propis, i es pot calcular la n-èsima potència d'una matriu simplement calculant la n-sima potència de les entrades de la diagonal. Geomètricament, una matriu diagonalitzable és una dilatació heterogènia (o dilatació anisotròpica) — realitza una dilatació de l'espai, com faria una homotècia, però amb un factor diferent en cada direcció, segons els factors d'escala de les entrades de la diagonal.

## Caracterització
El fet fonamental sobre aplicacions i matrius diagonalitzables es pot expressar de la següent forma:
- Una matriu A n×n sobre el cos F és diagonalitzable si i només si la suma de les dimensions dels seus espais propis és igual a n, fet que es dona si i només si existeix una base de Fn consistent en vectors propis de A. Si hom troba una tal base, es pot formar la matriu P col·locant aquests vectors base com a columnes, i llavors P−1AP és una matriu diagonal. Les entrades de la diagonal d'aquesta matriu són precisament els valors propis de A.
- Una aplicació lineal T : V → V és diagonalitzable si i només si la suma de les dimensions dels seus espais propis és igual a dim(V), fet que es dona si i només si existeix una base de V formada per vectors propis de T. Respecte a aquesta base, T es representa mitjançant una matriu diagonal. Les entrades de la diagonal d'aquesta matriu són precisament els valors propis de T.

Caracterització alternativa: una matriu o aplicació lineal és diagonalitzable sobre el cos F si i només si el seu polinomi mínim és producte de factors lineals diferents sobre F. (Dit d'una altra manera, una matriu és diagonalitzable si i només si tots els seus divisors elementals són lineals.)
De vegades és útil considerar la següent condició suficient (però no necessària):
- Una matriu A n×n és diagonalitzable sobre el cos F si té n valors propis diferents en F, és a dir, si el seu polinomi característic té n arrels diferents en F; tot i això, el recíproc pot ser fals. Considerem

{\displaystyle {\begin{bmatrix}-1&3&-1\\-3&5&-1\\-3&3&1\end{bmatrix}},}
que té valors propis 1, 2, 2 (no tots diferents) i és diagonalitzable amb la forma diagonal (semblant a A)
{\displaystyle {\begin{bmatrix}1&0&0\\0&2&0\\0&0&2\end{bmatrix}}}
i matriu de canvi de base P
{\displaystyle {\begin{bmatrix}1&1&-1\\1&1&0\\1&0&3\end{bmatrix}}.}
- Una aplicació lineal T : V → V amb n = dim(V) és diagonalitzable si té n valors propis diferents, és a dir, si el seu polinomi característic té n arrels diferents en F.

Sigui A una matriu sobre F. Si A és diagonalitzable, llavors ho és qualsevol potència de A. Recíprocament, si A és invertible, F és algebraicament tancat, i An és diagonalitzable per algun n que no sigui un múltiple enter de la característica de F, llavors A és diagonalitzable.
Com a norma general, qualsevol matriu sobre ℂ és diagonalitzable. De forma més precisa: el conjunt de matrius complexes n×n que no són diagonalitzables sobre ℂ, considerat com un subconjunt de ℂn×n, té mesura de Lebesgue zero. Hom també pot afirmar que les matrius diagonalitzables formen un subconjunt dens respecte la topologia de Zariski: el complement pertany al conjunt on s'anul·la el discriminant del polinomi característic, cosa que és una hipersuperfície. D'aquí se'n segueix també la densitat en la topologia usual (forta) donada per una norma. No és cert el mateix sobre ℝ.
La descomposició de Jordan-Chevalley expressa un operador com la suma de la seva part semisimple (és a dir, diagonalitzable) i la seva part nilpotent. Per tant, una matriu és diagonalitzable si i només si la seva part nilpotent és nul·la. Dit d'una altra manera, una matriu és diagonalitzable si cap bloc de la seva forma canònica de Jordan té part nilpotent; és a dir, són matrius 1 per 1.

## Diagonalització
Si hom pot diagonalitzar una matriu A, és a dir,
{\displaystyle P^{-1}AP={\begin{pmatrix}\lambda _{1}\\&\lambda _{2}\\&&\ddots \\&&&\lambda _{n}\end{pmatrix}},}
llavors:
{\displaystyle AP=P{\begin{pmatrix}\lambda _{1}\\&\lambda _{2}\\&&\ddots \\&&&\lambda _{n}\end{pmatrix}}.}
Si escrivim P com una matriu per blocs dels seus vectors columna
{\displaystyle P={\begin{pmatrix}{\vec {\alpha }}_{1}&{\vec {\alpha }}_{2}&\cdots &{\vec {\alpha }}_{n}\end{pmatrix}},}
l'equació anterior es pot reescriure com
{\displaystyle A{\vec {\alpha }}_{i}=\lambda _{i}{\vec {\alpha }}_{i}\qquad (i=1,2,\ldots ,n).}
Per tant, els vectors columna de P són vectors propis per la dreta de A, i la corresponent entrada de la diagonal és el corresponent valor propi. La invertibilitat de P també ens suggereix que els vectors propis són linealment independents i formen una base de Fn. Aquesta és la condició necessària i suficient perquè una matriu sigui diagonalitzable, i l'aproximació canònica del procés de diagonalització. Els vectors fila de P−1 són els vectors propis per l'esquerra de A.
Quan la matriu A és hermítica (respectivament simètrica), es poden escollir vectors propis de A per formar una base ortonormal de ℂn (respectivament de ℝn). En aquestes circumstàncies, P és una matriu unitària (respectivament ortogonal) i P−1 és la transposada conjugada (respectivament transposada) de P.

## Diagonalització simultània
Un conjunt de matrius s'anomenen simultàniament diagonalitzables si existeix una matriu invertible P tal que P−1AP és una matriu diagonal per qualsevol matriu A d'aquest conjunt. El següent teorema caracteritza les matrius simultàniament diagonalitzables: Un conjunt de matrius diagonalitzables commuten si i només si el conjunt és simultàniament diagonalitzable.
El conjunt de totes les matrius diagonalitzables n×n (sobre ℂ) amb n > 1 no és simultàniament diagonalitzable. Per exemple, les matrius
{\displaystyle {\begin{bmatrix}1&0\\0&0\end{bmatrix}}\quad {\text{i}}\quad {\begin{bmatrix}1&1\\0&0\end{bmatrix}}}
són diagonalitzables però no simultàniament diagonalitzables perquè no commuten.
Un conjunt està format per matrius normals commutables si i només si és simultàniament diagonalitzable per una matriu unitària; és a dir, si existeix una matriu unitària U tal que U*AU és diagonal per qualsevol A del conjunt.
En el llenguatge de la teoria de Lie, un conjunt de matrius simultàniament diagonalitzables generen una àlgebra de Lie toral.

## Exemples

### Matrius diagonalitzables
- Les involucions són diagonalitzables sobre els reals (i, de fet, sobre qualsevol cos de característica diferent a 2), amb valors ±1 a la diagonal.
- Els endomorfismes d'ordre finit són diagonalitzables sobre ℂ (o sobre qualsevol cos algebraicament tancat on la caracterísitica del cos no divideixi l'ordre de l'endomorfisme) amb arrels de la unitat a la diagonal. Això és cert perquè el polinomi mínim és separable, ja que les arrels de la unitat són diferents.
- Les projeccions són diagonalitzables, amb zeros i uns a la diagonal.
- Les matrius simètriques reals són diagonalitzables per matrius ortogonals; és a dir, donada una matriu simètrica real A, QTAQ és diagonal per alguna matriu ortogonal Q. Més generalment, una matriu és diagonalitzable per una matriu unitària si i només si és normal. En el cas de matrius simètriques reals, podem veure que {\displaystyle A=A^{T}}, per tant es compleix que {\displaystyle AA^{T}=A^{T}A}. Alguns exemples de matrius normals són les matrius reals simètriques (o antisimètriques) (per exemple matrius de covariància) i les matrius hermítiques (o antihermítiques). Vegeu teoremes espectrals per generalitzacions a espais vectorials de dimensió infinita.

### Matrius no diagonalitzables
En general, una matriu de rotació no és diagonalitzable sobre els reals, però qualsevol matriu de rotació és diagonalitzable en el cos dels complexos.
Algunes matrius no són diagonalitzables sobre cap cos, la majoria matrius nilpotents no-nul·les. Aquest fet es dona més generalment si no coincideix la multiplicitat geomètrica amb la multiplicitat algebraica. Per exemple, considerem
{\displaystyle C={\begin{bmatrix}0&1\\0&0\end{bmatrix}}.}
Aquesta matriu no és diagonalitzable: no hi ha cap matriu U tal que U−1CU sigui una matriu diagonal. De fet, C té un valor propi (de valor 0) de multiplicitat algebraica 2 i multiplicitat geomètrica 1.
Algunes matrius reals no són diagonalitzables sobre els reals. Considerem per exemple la matriu
{\displaystyle B={\begin{bmatrix}0&1\\-1&0\end{bmatrix}}.}
La matriu B no té valors propis reals, per tant no existeix cap matriu real Q tal que Q−1BQ sigui diagonal. Tot i això, podem diagonalitzar B si permetem nombres complexos. Efectivament, si prenem
{\displaystyle Q={\begin{bmatrix}1&{\textrm {i}}\\{\textrm {i}}&1\end{bmatrix}},}
llavors Q−1BQ és diagonal.
Notem que els exemples anteriors mostren que la suma de matrius diagonalitzables no té per què ser diagonalitzable.

### Com diagonalitzar una matriu
Considerem una matriu
{\displaystyle A={\begin{bmatrix}1&2&0\\0&3&0\\2&-4&2\end{bmatrix}}.}
Aquesta matriu té valors propis
{\displaystyle \lambda _{1}=3,\quad \lambda _{2}=2,\quad \lambda _{3}=1.}
A és una matriu 3×3 amb 3 valors propis diferents; per tant, és diagonalitzable. Notem que si hi ha exactament n valors propis diferents en una matriu n×n, llavors aquesta matriu és diagonalitzable.
Aquests valors propis són els valors que apareixeran a la forma diagonalitzada de la matriu A, per tant com que hem trobat els valors propis de A ja en sabem la forma diagonal. Podríem aturar-nos aquí, però és una bona pràctica usar els vectors propis per diagonalitzar A.
Els vectors propis de A són
{\displaystyle v_{1}={\begin{bmatrix}-1\\-1\\2\end{bmatrix}},\quad v_{2}={\begin{bmatrix}0\\0\\1\end{bmatrix}},\quad v_{3}={\begin{bmatrix}-1\\0\\2\end{bmatrix}}.}
Hom pot comprovar fàcilment que {\displaystyle Av_{k}=\lambda _{k}v_{k}.}
Sigui ara P la matriu formada per aquests vectors propis, col·locats en columnes:
{\displaystyle P={\begin{bmatrix}-1&0&-1\\-1&0&0\\2&1&2\end{bmatrix}}.}
Notem que no hi ha cap ordre predeterminat en els vectors propis de P; si canviem l'ordre dels valors propis de P, només canvia l'ordre dels valors propis de la forma diagonalitzada de A.
Llavors P diagonalitza A, com es pot confirmar per un càlcul senzill, havent calculat P −1 mitjançant qualsevol mètode adequat:
{\displaystyle P^{-1}AP={\begin{bmatrix}0&-1&0\\2&0&1\\-1&1&0\end{bmatrix}}{\begin{bmatrix}1&2&0\\0&3&0\\2&-4&2\end{bmatrix}}{\begin{bmatrix}-1&0&-1\\-1&0&0\\2&1&2\end{bmatrix}}={\begin{bmatrix}3&0&0\\0&2&0\\0&0&1\end{bmatrix}}.}
Notem que els valors propis {\displaystyle \lambda _{k}} apareixen a la matriu diagonal.

## Aplicació
Hom pot emprar la diagonalització per calcular les potències d'una matriu A de forma eficient, sempre que la matriu sigui diagonalitzable. Suposem que hem trobat que
{\displaystyle P^{-1}AP=D}
és una matriu diagonal. Llavors, com que el producte matricial és associatiu,
{\displaystyle {\begin{aligned}A^{k}&=(PDP^{-1})^{k}=(PDP^{-1})\cdot (PDP^{-1})\cdots (PDP^{-1})\\&=PD(P^{-1}P)D(P^{-1}P)\cdots (P^{-1}P)DP^{-1}\\&=PD^{k}P^{-1}\end{aligned}}}
i l'última expressió és fàcil de calcular perquè només hi intervenen les potències de la matriu diagonal. Aquesta aproximació es pot generalitzar a l'exponencial d'una matriu i altres funcions matricials, ja que es poden definir en termes de sèries de potències.
Això és particularment útil a l'hora de trobar formulacions tancades pels termes de seqüències recursives lineals, com ara la successió de Fibonacci.

### Aplicació particular
Per exemple, considerem la següent matriu:
{\displaystyle M={\begin{bmatrix}a&b-a\\0&b\end{bmatrix}}.}
Si calculem les successives potències de M, veiem un patró sorprenent:
{\displaystyle M^{2}={\begin{bmatrix}a^{2}&b^{2}-a^{2}\\0&b^{2}\end{bmatrix}},\quad M^{3}={\begin{bmatrix}a^{3}&b^{3}-a^{3}\\0&b^{3}\end{bmatrix}},\quad M^{4}={\begin{bmatrix}a^{4}&b^{4}-a^{4}\\0&b^{4}\end{bmatrix}},\quad \ldots }
Aquest fenomen es pot explicar si diagonalitzem M. Per aconseguir-ho, necessitem una base de ℝ² formada per vectors propis de M. Una tal base de vectors propis és
{\displaystyle \mathbf {u} ={\begin{bmatrix}1\\0\end{bmatrix}}=\mathbf {e} _{1},\quad \mathbf {v} ={\begin{bmatrix}1\\1\end{bmatrix}}=\mathbf {e} _{1}+\mathbf {e} _{2},}
on ei denota la base estàndard de ℝn. El canvi de base invers està donat per
{\displaystyle \mathbf {e} _{1}=\mathbf {u} ,\qquad \mathbf {e} _{2}=\mathbf {v} -\mathbf {u} .}
Uns càlculs senzills mostren que
{\displaystyle M\mathbf {u} =a\mathbf {u} ,\qquad M\mathbf {v} =b\mathbf {v} .}
Per tant, a i b són els valors propis corresponents a u i v, respectivament. Per linealitat del producte matricial, tenim que
{\displaystyle M^{n}\mathbf {u} =a^{n}\,\mathbf {u} ,\qquad M^{n}\mathbf {v} =b^{n}\,\mathbf {v} .}
Canviant de nou a la base estàndard, tenim
{\displaystyle M^{n}\mathbf {e} _{1}=M^{n}\mathbf {u} =a^{n}\mathbf {e} _{1},}
{\displaystyle M^{n}\mathbf {e} _{2}=M^{n}(\mathbf {v} -\mathbf {u} )=b^{n}\mathbf {v} -a^{n}\mathbf {u} =(b^{n}-a^{n})\mathbf {e} _{1}+b^{n}\mathbf {e} _{2}.}
Les igualtats anteriors, expressades en forma matricial, es poden escriure com
{\displaystyle M^{n}={\begin{bmatrix}a^{n}&b^{n}-a^{n}\\0&b^{n}\end{bmatrix}},}
que explica el fenomen observat.

## Aplicació a la mecànica quàntica
En computacions de mecànica quàntica i química quàntica, la diagonalització de matrius és un dels processos numèrics més freqüentment aplicats. La raó bàsica és que l'equació de Schrödinger independent del temps és una equació en valors propis, encara que en la majoria de situacions físiques es dona en un espai de dimensió infinita (un espai de Hilbert). Una aproximació molt comuna és truncar l'espai de Hilbert a una dimensió finita, i després formular l'equació de Schrödinger com un problema de valors propis per a una matriu real simètrica, o complexa hermítica. De manera formal, aquesta aproximació es basa en el principi variacional, vàlid per hamiltonians afitats per sota. També, la teoria de pertorbacions de primer ordre per estats degenerats ens porta a un problema de valors propis de matrius.